# Sardinmysteriet
Sardinmysteriet (originaltitel: Love Happy) är en amerikansk musikalkomedifilm från 1949 i regi av David Miller, med bröderna Marx i huvudrollerna.

## Handling
Filmen handlar om en teatergrupp som försöker sätta upp en musikal på Broadway. Harpo, som spelar sig själv, hjälper truppen med bland annat mat. En dag tar han även med sig en burk sardiner. I burken finns den länge saknade Romanovdiamanten. Privatdetektiven Sam Grunion (Groucho) letar sedan länge efter diamanten. Diamanten lades i burken av föreståndaren Lefty Throckmorton (Melville Cooper) på varuhuset "Herber & Herbert" och var ämnad för madame Egelichi (Ilona Massey) men stals av Harpo. Faustino the Great (Chico) får tillfälligt jobb i gruppen lagom till förvecklingarna börjar. I slutet på filmen utspelas den stora uppgörelsen innan det lyckliga slutet.

## Medverkande
| Harpo Marx      | – Harpo                 |
| Chico Marx      | – Faustino the Great    |
| Groucho Marx    | – Detective Sam Grunion |
| Ilona Massey    | – Madame Egelichi       |
| Vera-Ellen      | – Maggie Phillips       |
| Marion Hutton   | – Bunny Dolan           |
| Raymond Burr    | – Alphonse Zoto         |
| Melville Cooper | – Lefty Throckmorton    |
| Paul Valentine  | – Mike Johnson          |
| Bruce Gordon    | – Hannibal Zoto         |
| Marilyn Monroe  | – Grunions klient       |
| Leon Belasco    | – Mr Lyons              |
| Eric Blore      | – Mackinaw              |

## Om filmen
- Filmen hade urpremiär i San Francisco den 12 oktober 1949, men i övriga USA först den 3 mars 1950.
- Filmen hade svensk premiär den 4 december 1950 på biografen Rigoletto i Stockholm.
- Filmen hade svensk nypremiär den 22 april 1958 med den nya titeln Bröderna Marx rensar stan.
- I denna film har Groucho en äkta mustasch istället för sin traditionella påmålade.
- I en biroll syns en ung Marilyn Monroe som Grouchos klient i en av sina första filmroller. Detta utnyttjades i lanseringen när filmen fick nypremiär åtta år senare. I en annan biroll som skurk syns den då ännu relativt okände Raymond Burr.
- Trettonde och sista långfilmen som Bröderna Marx. Samtliga medverkade senare i filmen The Story of Mankind (aldrig visad på bio i Sverige) från 1957, men aldrig i en och samma scen.
- Karl Gerhard skrev i sin dagbok 11 december 1950 att han sett "Bröderna Marx på Rigoletto". Hans enda kommentar var "Tja..."[källa behövs]